# Fox Mulder
Fox William Mulder è un personaggio immaginario e il protagonista della serie televisiva di fantascienza X-Files, interpretato da David Duchovny, con la voce italiana di Gianni Bersanetti.
È un agente speciale dell'FBI fermamente convinto dell'esistenza degli extraterrestri e di una cospirazione governativa, finalizzata a nascondere o negare la verità sulla loro esistenza. Con la collega Dana Scully, interpretata da Gillian Anderson, lavora agli "X-Files", casi particolarmente misteriosi, lasciati irrisolti e accantonati dall'FBI. Il lavoro è lo scopo della sua vita e abita da solo in un appartamento nei pressi di Washington.

## Biografia del personaggio

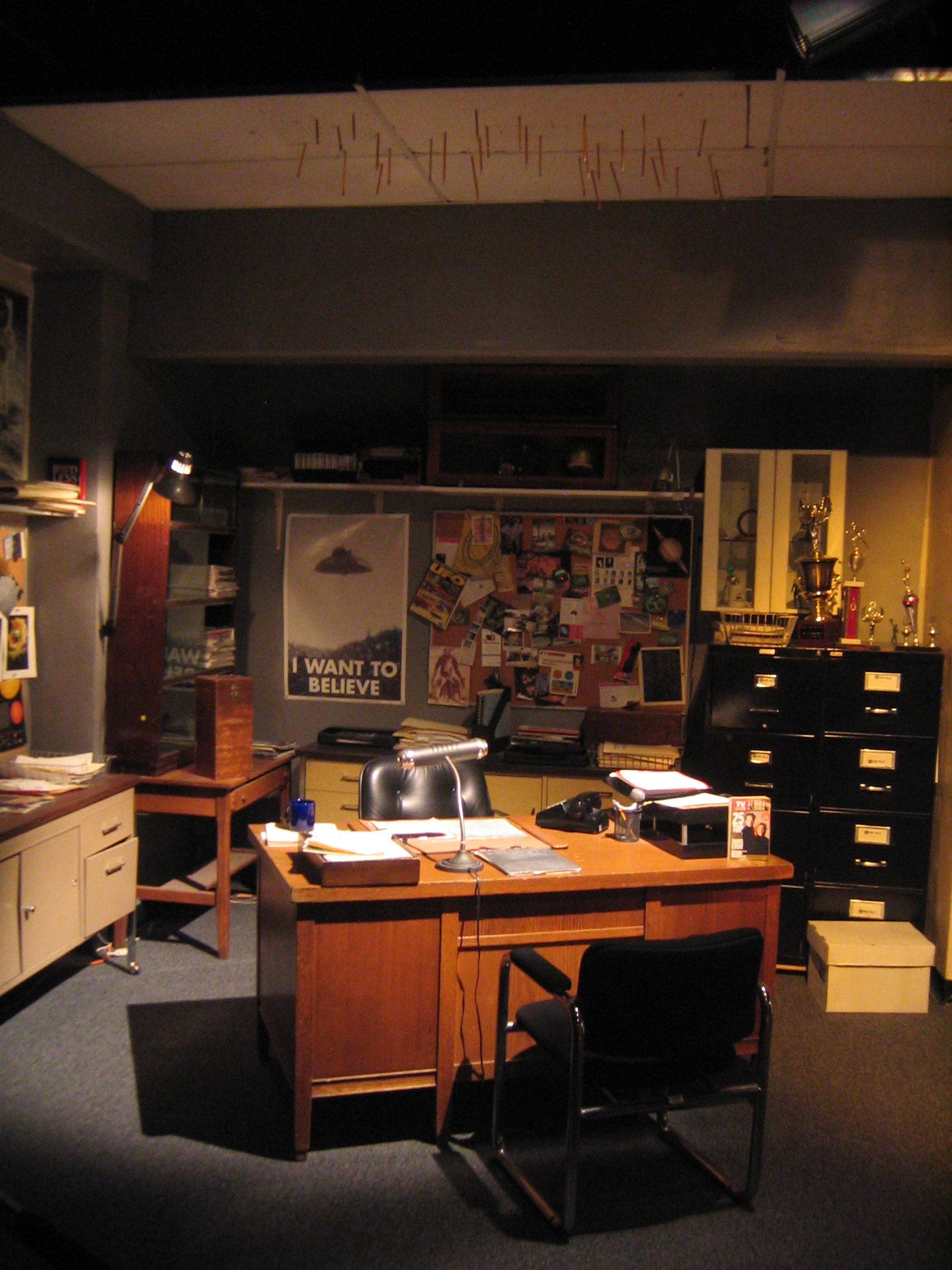
L'ufficio di Fox Mulder

Fox Mulder nasce il 13 ottobre del 1961 sull'isola di Martha's Vineyard in Massachusetts. I suoi genitori sono William (Bill) e Teena Mulder, ma si scoprirà che il suo padre biologico è C.G.B. Spender, cioè l'uomo che fuma. Le sue prime parole, all'età di 11 mesi, sono "JFK" (le iniziali di John Fitzgerald Kennedy). Sua sorella Samantha nasce quando lui ha 4 anni. La famiglia Mulder passa l'estate in una baita a Quonochontaug, Rhode Island.
Da bambino Fox soffriva di incubi in cui sognava di essere l'ultima persona rimasta sulla terra, si svegliava e tornava alla realtà sentendo il padre sgranocchiare semi di girasole (abitudine che prenderà anche lui). Arrampicato su un albero, si trovò faccia a faccia con una mantide religiosa ed ebbe un incidente che gli causò un profondo disgusto per gli insetti. Una notte rimase a sorvegliare la casa del suo miglior amico che era bruciata in un incendio contro i saccheggiatori, e questo gli causò la fobia per il fuoco. Amava travestirsi da Spock, il personaggio di Star Trek.

### La sparizione di Samantha
La notte del 27 novembre 1973 Fox ha 12 anni e Samantha 8, i genitori sono dai vicini, i bambini giocano a Stratego e discutono su cosa guardare in televisione, manca la corrente, la casa trema, Fox è paralizzato e vede la bimba galleggiare nell'aria e sparire attraverso la finestra in una scia di luce accecante. Per molti mesi, Fox distribuisce e attacca volantini per tutto il quartiere. Sviluppa un sentimento di colpa per non aver potuto far niente. Spesso apre la porta della camera di Samantha con gli occhi chiusi, immaginando di riaprirli e di rivederla come se niente fosse successo. Quando diventa un agente dell'FBI, apre un caso su di lei: il file X-40253.
Questo ricordo di Fox verrà messo a dura prova in quanto sembra che non sia stata rapita dagli extraterrestri ma dal Governo degli Stati Uniti e che il padre (e forse anche la madre) sapesse del rapimento.

### Oxford e FBI
Fox Mulder frequenta la Oxford University in Inghilterra dal 1983 al 1986. Prende una laurea di primo livello in psicologia ed entra a far parte dell'FBI appena rientrato dall'Inghilterra. Il primo addestramento come agente avviene all'Unità Investigativa di Supporto, dopo una formazione all'accademia dell'FBI a Quantico, con Bill Patterson. Più tardi, Mulder e Scully collaboreranno con lo stesso Patterson in un caso su un serial killer. Dopo aver dato la caccia a tutti questi mostri, lo stesso Patterson diventa un assassino.
Nel 1988, l'FBI cattura l'imprendibile Serial Killer Monty Props, dopo aver seguito il libro scritto da Mulder a Oxford "Serial Killer e Occulto". Nel 1989 viene assegnato alla Sezione Crimini Violenti. In questo periodo entra nella task-force incaricata di catturare John Barnett ed è grazie a un'intuizione di Mulder che questo avviene. Il primo incontro con i Pistoleri Solitari avviene nel 1989, quando lo aiutano nel caso di Suzanne Modeski. Ha diversi alleati al Congresso che lo aiuteranno nel tempo a scovare nuovi segreti sull'esistenza di una razza aliena, tra i quali il Senatore Richard Matheson.

### Gli X-Files
L'agente speciale Fox Mulder era conosciuto dai suoi colleghi come il migliore analista del dipartimento Crimini Violenti dell'FBI. Scopre gli X-Files nel 1990 ritenendoli inizialmente "una discarica di avvistamenti UFO e di resoconti di rapimenti alieni, il tipo di cose delle quali la maggior parte della gente riderebbe. Tuttavia rimase affascinato dai files e ne lesse a centinaia, almeno tutti quelli a cui aveva accesso. Lesse tutto quello che era stato scoperto dall'FBI riguardo al paranormale, l'occulto e i rapimenti alieni (Episodio: Al di là del tempo e dello spazio). Alla fine, venne trasferito al dipartimento degli X-Files e lavorò su alcuni casi assieme alla fidanzata dell'epoca, Diana Fowley; quest'ultima era un'agente dell'FBI con conoscenze e convincimenti nella parapsicologia. Smise di lavorare agli X-Files nel momento in cui la sua relazione con Mulder cessò ed accettò un incarico all'estero. (Episodio: La fine)
Nel marzo 1992, gli X-Files sono trasferiti nell'ufficio di Mulder, nella cantina del J. Edgar Hoover Building, quartier generale dell'FBI a Washington.
I superiori di Mulder diffidavano dai suoi metodi d'indagine e, di conseguenza, nel 1993, il capo del dipartimento, Scott Blevins, decise di assegnare all'agente Dana Scully l'incarico di lavorare in coppia con Mulder. Blevins dichiarò di credere che Mulder avesse sviluppato un'autodistruttiva devozione agli X-Files e che Scully, che aveva una formazione da medico, avrebbe apportato un'adeguata analisi scientifica ai casi da loro seguiti. In realtà, Scully avrebbe scoperto in seguito di essere stata affiancata a Mulder solo per spiarlo. (Episodi: Al di là del tempo e dello spazio e La verità)
Lavorano insieme per sette anni su tutti i casi, cercando di scoprire la grande cospirazione riguardo al Consorzio e agli extra-terrestri. Scully, pur essendo stata assegnata a Mulder per tenerlo d'occhio, nel corso degli anni sviluppa per lui una fiducia tale da diventarne grande amica e fidata alleata. Durante la loro collaborazione, Mulder e Scully aggiungono agli X-Files prove travolgenti e scientificamente innegabili avvicinandosi un passo alla volta alla grande macchinazione riguardo agli extraterrestri, che secondo le loro indagini intendono colonizzare la terra il 22 dicembre del 2012. (Episodio: La verità)
Mentre gli agenti continuavano le loro indagini sugli X-Files, un uomo, al quale si rivolgevano con lo pseudonimo di "Gola Profonda" (come l'informatore dello scandalo Watergate del 1972), forniva informazioni segrete che davano loro una mano nella risoluzione dei casi. (Episodi: Il prototipo e Nuove creature) Tuttavia, quest'uomo venne ucciso proprio a causa dell'aiuto che forniva ai due agenti e gli X-Files vennero chiusi. (Episodio: Nuove creature)
Gola Profonda verrà poi ucciso su ordine dell'Uomo che fuma, durante un tentativo per salvare Mulder. Alla fine della Stagione 1, gli X-Files vengono chiusi, Mulder viene assegnato alla sezione di sorveglianza con un nuovo collega, Alex Krycek, che cerca di imbonire Mulder fingendosi un grande ammiratore del suo lavoro, per spiarlo per conto dell'Uomo che fuma.
Mentre lavora come agente ordinario, nel 1994, Mulder riceve una telefonata anonima da un misterioso Mr. X, che dice che gli X-Files vanno riaperti. (Episodio: L'ospite in corpo) Durante un incontro successivo, Mr. X confessa a Mulder che il Consorzio aveva ucciso "Gola Profonda", chiuso gli X-Files e separato i due agenti speciali, assegnandoli ad incarichi diversi, nel tentativo di nascondere la verità. (Episodio: Insonnia)
L'Agente Scully viene consegnata agli alieni dalla cospirazione (l'Uomo che fuma), ed il vicedirettore dell'FBI, Walter Skinner, dopo i risvolti dovuti alla sparizione di Scully, pur consapevole che gli X-Files siano ciò che il Consorzio teme maggiormente, li riapre di sua volontà. (Episodio: Lo scambio)

### Vari sviluppi
Durante la seconda stagione, Mulder riceve un dischetto contenente documenti segreti del Dipartimento della Difesa sulla vita extraterrestre, scritto in lingua navajo. Dopo averlo fatto tradurre, scopre che si tratta di un'operazione governativa in atto già da 50 anni. Dai piani alti cercano di screditarlo, alterando l'acqua del suo stabile con un allucinogeno che lo rende sempre più violento. In queste circostanze scopre che suo padre ha qualcosa a che fare con il documento Navajo, perciò il Consorzio ordina a Krycek di assassinare Bill, prima che possa svelare qualcosa al figlio, e Mulder è il principale sospettato. Intanto Scully viene ritrovata e Mulder si reca in Nuovo Messico per avere ulteriore conferma della validità del documento. L'Uomo che fuma lo segue e cerca di ucciderlo, ma alcuni Navajo della riserva lo salvano e lo curano. Dopo una lunga convalescenza, Mulder torna a Washington e chiede aiuto ai Pistoleri Solitari, dato che è entrato in possesso di una foto, risalente agli anni Settanta, che ritrae suo padre con un gruppo di uomini, tra cui l'Uomo che fuma.